# Кавадарци (община)
Кавадарци (на македонска литературна норма: Општина Кавадарци) е община, разположена в южната част на Северна Македония, в Повардарието до границата с Гърция. Общината обхваща Тиквешията и платото Витачево, както и Тиквешката част на Мариово. Административен център на общината е град Кавадарци, като освен него в общината влизат и 40 села. Община Кавадарци има площ от 992,44 km2 с 39,04 жители на квадратен километър гъстота на населението. Голяма част от обработваемата земя в общината е заета от лозови насаждения. Кавадарският край е известен с качественото си грозде и винопроизводство. На територията на община Кавадарци се намира и рудник Алшар, известен заради редкия минерал лорандит.

## Структура на населението
Според преброяването от 2002 година община Кавадарци има 38 741 жители.
| Етническа принадлежност | Процент |
| македонци               | 96,79%  |
| албанци                 | 0,01%   |
| турци                   | 0,43%   |
| роми                    | 1,75%   |
| власи                   | 0,07%   |
| сърби                   | 0,56%   |
| бошняци                 | 0,01%   |
| други                   | 0,38%   |